# Zeiling (Taufkirchen)
Zeiling ist ein Weiler und eine Gemarkung der Gemeinde Taufkirchen im Landkreis Mühldorf am Inn.

## Geographie
Zeiling liegt 2 Kilometer südwestlich von Taufkirchen am Frauendorfer Bach.

## Geschichte
Mit dem bayerischen Gemeindeedikt von 1818 entstand die selbstständige Gemeinde Zeiling, die folgende Orte umfasste:
- Altstill
- Ameiser
- Aschlgrub
- Bachmann
- Bahmer
- Bliemer
- Bliemhub
- Brandhäusl
- Brandstätt
- Enggallenbach
- Forsthub (Ober- u. Unter-)
- Frail
- Fürst
- Fürstenberg
- Gallenbach (Aigner)
- Galned
- Geisberg
- Goger
- Haunthal
- Hinterbichl
- Höllhund
- Höllthal
- Kaiser
- Kern
- Kitzlmann
- Maisham
- Moosed
- Mooser
- Pichl
- Rainer
- Reit
- Rieder
- Scheitzenöd
- Schern
- Schernöd
- Schönhub
- Spielbichl
- Spitzer
- Stadler
- Steinau
- Straßer
- Stümpfl
- Sturmhäusl (mit Zantl verbunden)
- Thaler
- Vislbarth
- Weiderer
- Weiß
- Westen
- Winkler
- Zantl
- Zauner
- Zaunhub
- Zeiling

Die Gründung der Freiwilligen Feuerwehr Taufkirchen-Zeiling erfolgte 1884. Am 1. Juli 1970 kam die Gemeinde Zeiling durch freiwillige Gemeindezusammenlegung zur Gemeinde Taufkirchen.